# Xã Sheffield, Quận Tippecanoe, Indiana
Xã Sheffield (tiếng Anh: Sheffield Township) là một xã thuộc quận Tippecanoe, tiểu bang Indiana, Hoa Kỳ. Năm 2010, dân số của xã này là 3.865 người.